# Карл Август Нергер
Карл Август Теодор Юліус Нергер (нім. Karl August Theodor Julius Nerger; 25 лютого 1875, Росток — 12 грудня 1947, Спеціальний табір № 7 «Заксенгаузен», Оранієнбург) — німецький офіцер, контрадмірал крігсмаріне. Кавалер ордена Pour le Mérite.

## Біографія
Старший з трьох синів лінгвіста Карла Фрідріха Людвіга Нергера (1841 — 1913) і його дружини Клари, уродженої Гагемайстер. У 1893 році вступив в Імператорські військово-морські сили; в 1900 році, як офіцер канонерського човна SMS Iltis, взяв участь в придушення Боксерського повстання в Китаї. У 1914 році став командиром малого крейсера SMS «Stettin» і взяв участь в битві в Гельголандській бухті.
У 1916 році Нергер командував допоміжним крейсером SMS Wolf, побудованим в 1913 році, з яким протягом 451 дня вів успішні операції проти торгового флоту в Атлантиці, Індійському і Тихому океані: потопив 35 комерційних судів і 2 кораблі загальною водотоннажністю в 110 000 тонн. У лютому 1918 року Wolf повторно прорвав британську блокаду і повернувся в порт Кіл.
В 1920 році став співробітником «Siemens-Schuckert-Werke», де з 1929 року був членом правління в Берліні. Свідчень про його роль у Другій світовій війні немає. 15 серпня 1945 року заарештований радянською окупаційною владою (офіційна причина арешту згідно з протоколом — «службовець абверу») і був інтернований в спеціальний табір НКВС № 7, створений на базі колишнього концентраційного табору Заксенгаузен, де і помер.

## Сім'я
Одружився з Марі Ганною Катаріною Фрідріхсен (1886—1945); в сім'ї народились 3 синів і 2 дочки. Дружина померла через 4 тижні після його арешту.

## Звання
- Кадет (4 квітня 1893)
- Морський кадет (8 вересня 1894)
- Унтерлейтенант-цур-зее (14 вересня 1896)
- Оберлейтенант-цур-зее (9 квітня 1900)
- Капітан-лейтенант (21 березня 1905)
- Корветтен-капітан (10 квітня 1911)
- Фрегаттен-капітан (13 січня 1917)
- Капітан-цур-зее запасу (25 липня 1919)
- Контрадмірал запасу (19 серпня 1939) — підвищений з нагоди 25-ї річниці Таненберзької битви.

## Нагороди
- Столітня медаль (22 березня 1897)
- Орден Корони (Пруссія) 4-го класу з мечами (7 липня 1900)
- Хрест «За військові заслуги» (Мекленбург-Шверін)
  - 2-го класу (2 серпня 1900)
  - 1-го класу
- Китайська медаль в бронзі із застібкою «TAKU»
- Орден Меджида 4-го класу (Османська імперія)
- Орден Червоного орла 4-го класу (5 вересня 1909)
- Залізний хрест 2-го і 1-го класу
- Ганзейський Хрест (Гамбург, Бремен і Любек)
- Військовий Хрест Фрідріха-Августа (Ольденбург) 2-го і 1-го класу
- Орден «За військові заслуги» (Вюртемберг), лицарський хрест
- Королівський орден дому Гогенцоллернів, лицарський хрест з мечами (23 липня 1917)
- Pour le Mérite (24 лютого 1918)
- Військовий орден Святого Генріха, лицарський хрест (25 лютого 1918)
- Орден Військових заслуг Карла Фрідріха, лицарський хрест (6 квітня 1918)
- Військовий орден Максиміліана Йозефа, лицарський хрест (1 травня 1918)
- Почесний громадянин міста Росток (1918)
- Почесний доктор медицини Ростоцького університету (1919)
- Хрест «За вислугу років» (Пруссія) (25 років)
- Почесний хрест ветерана війни з мечами